# 1899 în film
- 1898 în cinematografie — 1899 în cinematografie — 1900 în cinematografie

## Filme produse în 1899
- Cléopâtre
- How Would You Like to Be the Ice Man?
- Jeanne d'Arc
- The Kiss in the Tunnel